# Västertorpsskolan

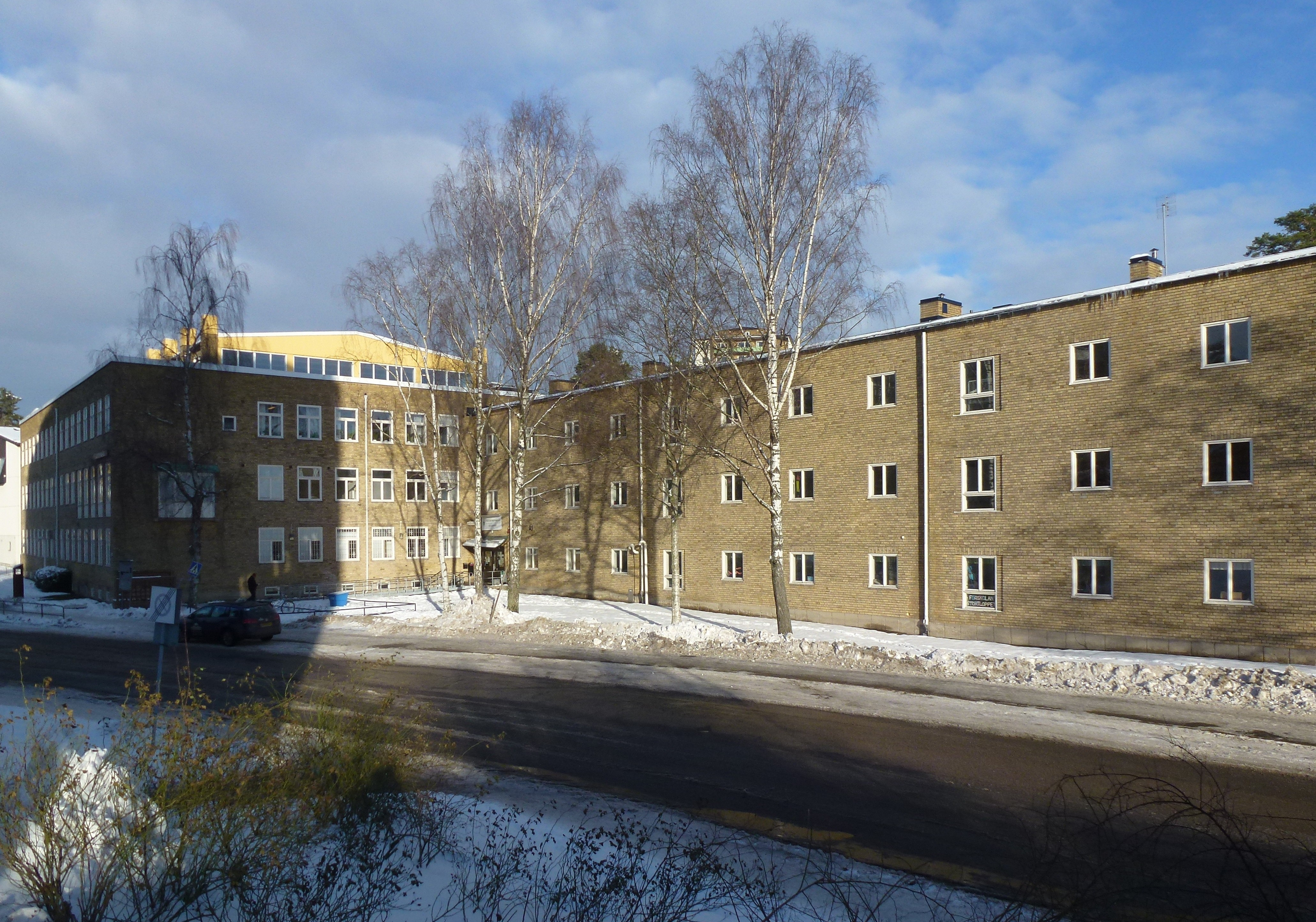
Västertorpsskolans klassrumslänga mot Störtloppsvägen, februari 2015.

Västertorpsskolan är en kommunal grundskola vid Störtloppsvägen 2 i stadsdelen Västertorp i södra Stockholm. Skolan har cirka 540 elever och erbjuder undervisning från förskoleklass till årskurs 6. Skolbyggnaden är grönmarkerad av Stockholms Stadsmuseum, vilket betyder att bebyggelsen är särskilt värdefull från historisk, kulturhistorisk, miljömässig eller konstnärlig synpunkt. Skolan ägs och förvaltas av Skolfastigheter i Stockholm AB (SISAB).

## Historik
I stadsplanen från 1947 för Västertorp, upprättad av stadsplanedirektören Sven Markelius, fastställdes att kvarteret Iskarnevalen i hörnet Störtloppsvägen / Västertorpsvägen skulle avsättas för "allmänna ändamål", i detta fall för undervisning. Skolbyggnaden hamnade därmed direkt söder om det planerade Västertorps centrum och framtida Västertorps tunnelbanestation som invigdes 1964 men redan 1952 trafikerades av spårvagnar.

## Byggnaden

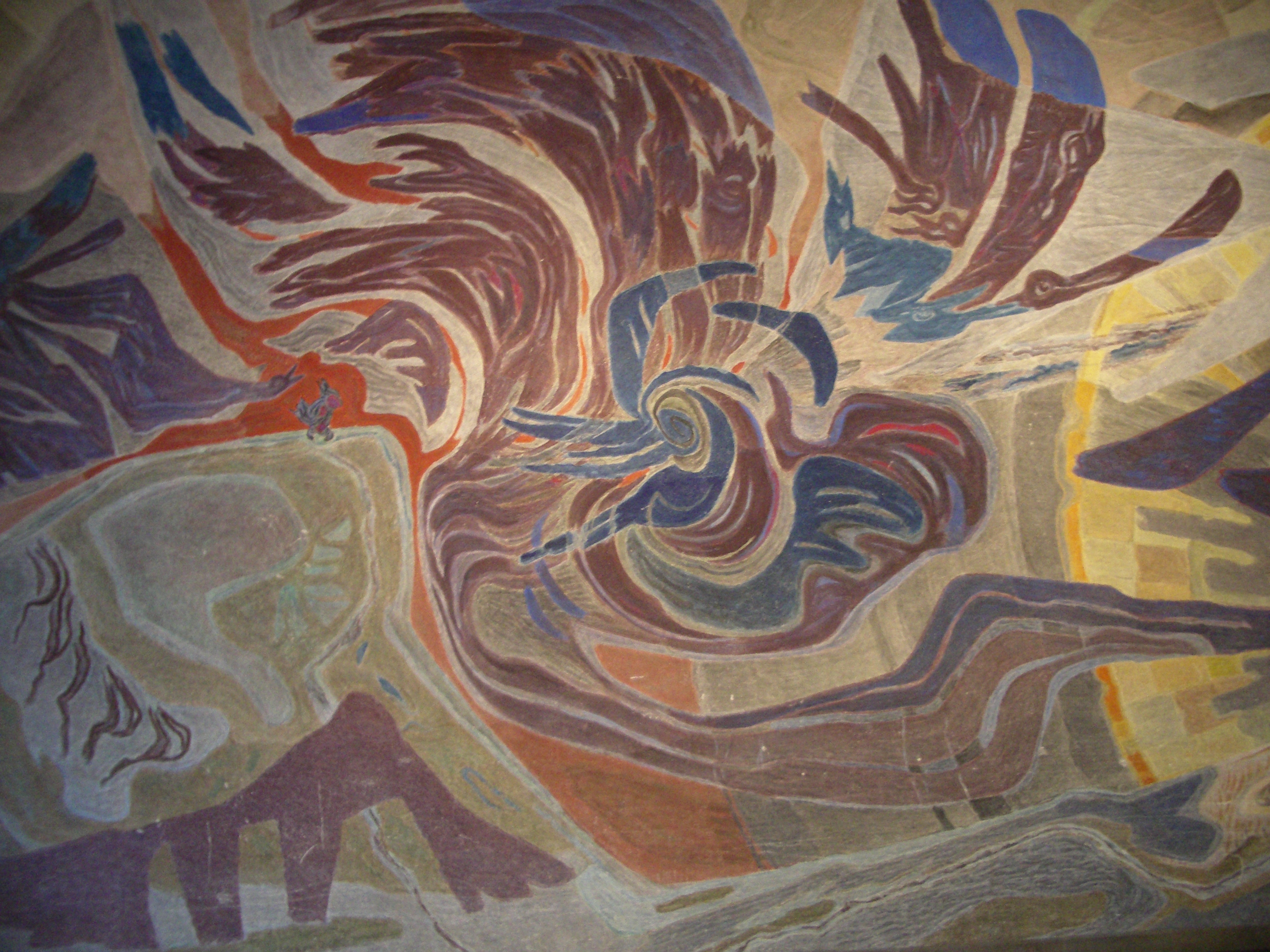
Detalj av Vera Nilssons fresk "Sagan om solen och nordanvinden".

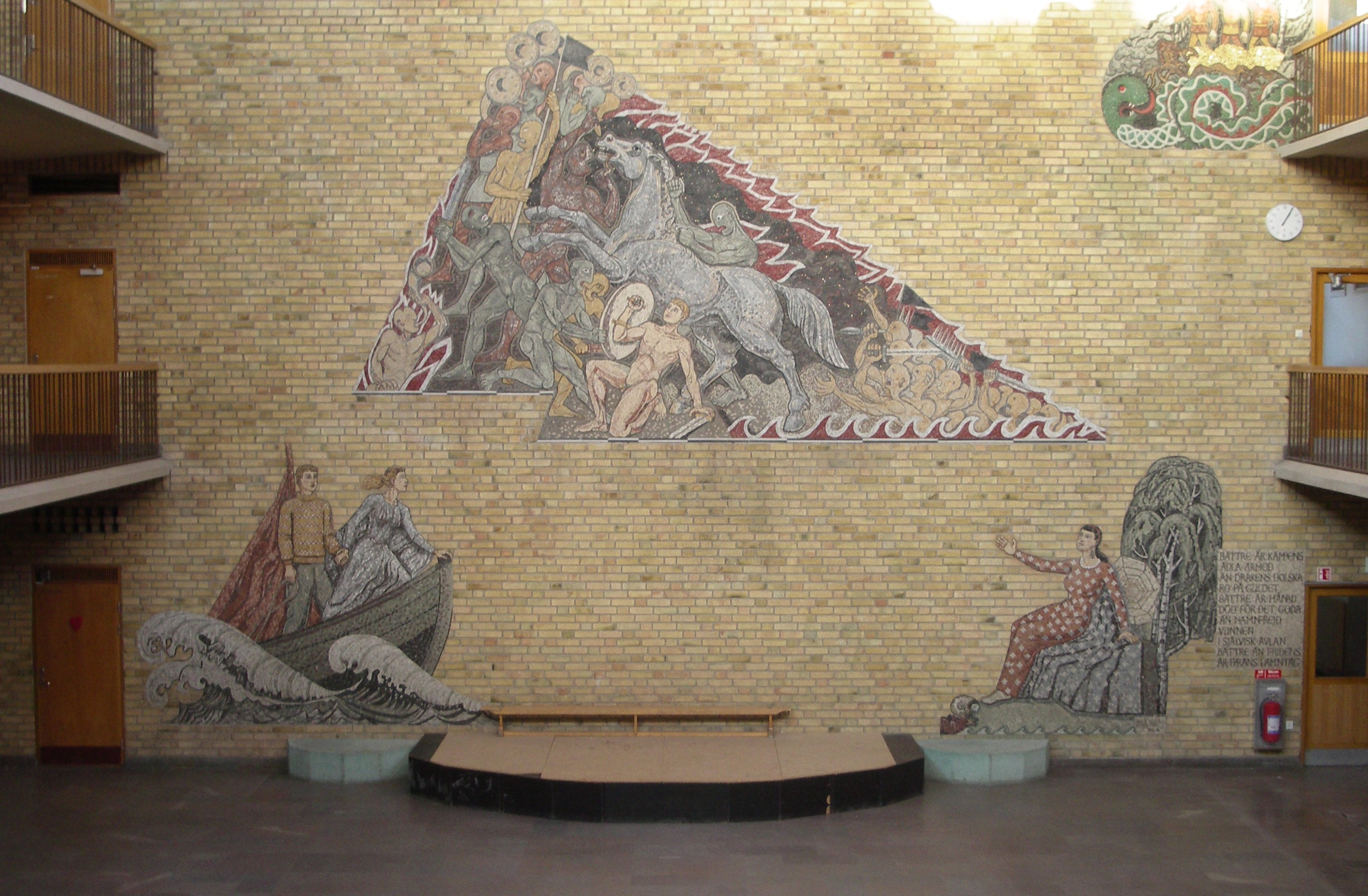
Otte Skölds mosaik "Vindarnas saga" från 1951 på norra väggen i stora hallen.

Skolans byggherre var Stockholms folkskoledirektion och ritades 1949 av arkitekt Stig Åkermark samt invigdes två år senare. Skolan hade då en klassrumslänga och en hallbyggnad med bland annat ämnesrum mot Störtloppsvägen. Dessutom fanns en fristående vaktmästarbostad (numera riven). En aula mot norr, en klassrumslänga mot öster och en idrottsbyggnad med simhall i söder utfördes aldrig. Sim- och idrottshall kom istället att finnas i Västertorpshallen som byggdes 1965 vid Personnevägen. 
År 1960 kompletterades skolanläggningen med matsal och 1964 med en fristående gymnastikbyggnad i söder som också ritades av Åkermark. Därefter genomfördes en del mindre ombyggnader för bland annat expedition och tandvårdslokal samt låg- och mellanstadium. Den gula tegelbyggnaden från 1951 har dock mycket kvar av sin ursprungliga karaktär.
2007 revs delar av skolbyggnaden på grund av låga elevtal. Tio år senare, 2017, fattade utbildningsnämnden beslut att bygga ut skolan. Den nya byggnaden färdigställdes 2021 och innehåller kök, matsal, fritidshem och undervisningssalar. 
I skolan finns konstnärliga utsmyckningar av bland andra Svend Otto Sørensen ("Svend Otto S.") och Vera Nilsson. Den senare skapade 1951 fresken Sagan om solen och nordanvinden som finns i trapphuset. På hallbyggnadens norra vägg märks Otte Skölds mosaik Vindarnas saga, också från 1951. Intill sitter ett citat ur Viktor Rydbergs ballad Snöfrid från 1890:
| ” | Bättre är kämpens ädla armod än drakens dolska ro på guldet; bättre är hånad död för det goda än namnfrejd, vunnen i självisk ävlan; bättre än fridens är farans famntag. Väljer du mig, då väljer du stormen. | „ |

## Branden
Gymnastikbyggnaden förstördes invändig av en brand i april 2009 som anlades av några ungdomar. 40 brandmän lyckades begränsa förloppet till byggnaden. Ingen kom till skada men polisen inledde en förundersökning om grov mordbrand, alternativt grov skadegörelse.

## Verksamhet
Ursprungligen var undervisningen avsedd för årskurserna 1-9 och i början av 1960-talet var skolan norra Europas elevtätaste. Idag är Västertorpsskolan en F-6 skola (från förskola till årskurs 6) med omkring 550 elever. Det finns tre förskoleklasser, tre klasser i  årskurs 1, fyra klasser i årskurs 2, tre klasser i vardera årskurs 3-5 samt 2 klasser i årskurs 6.

## Bilder

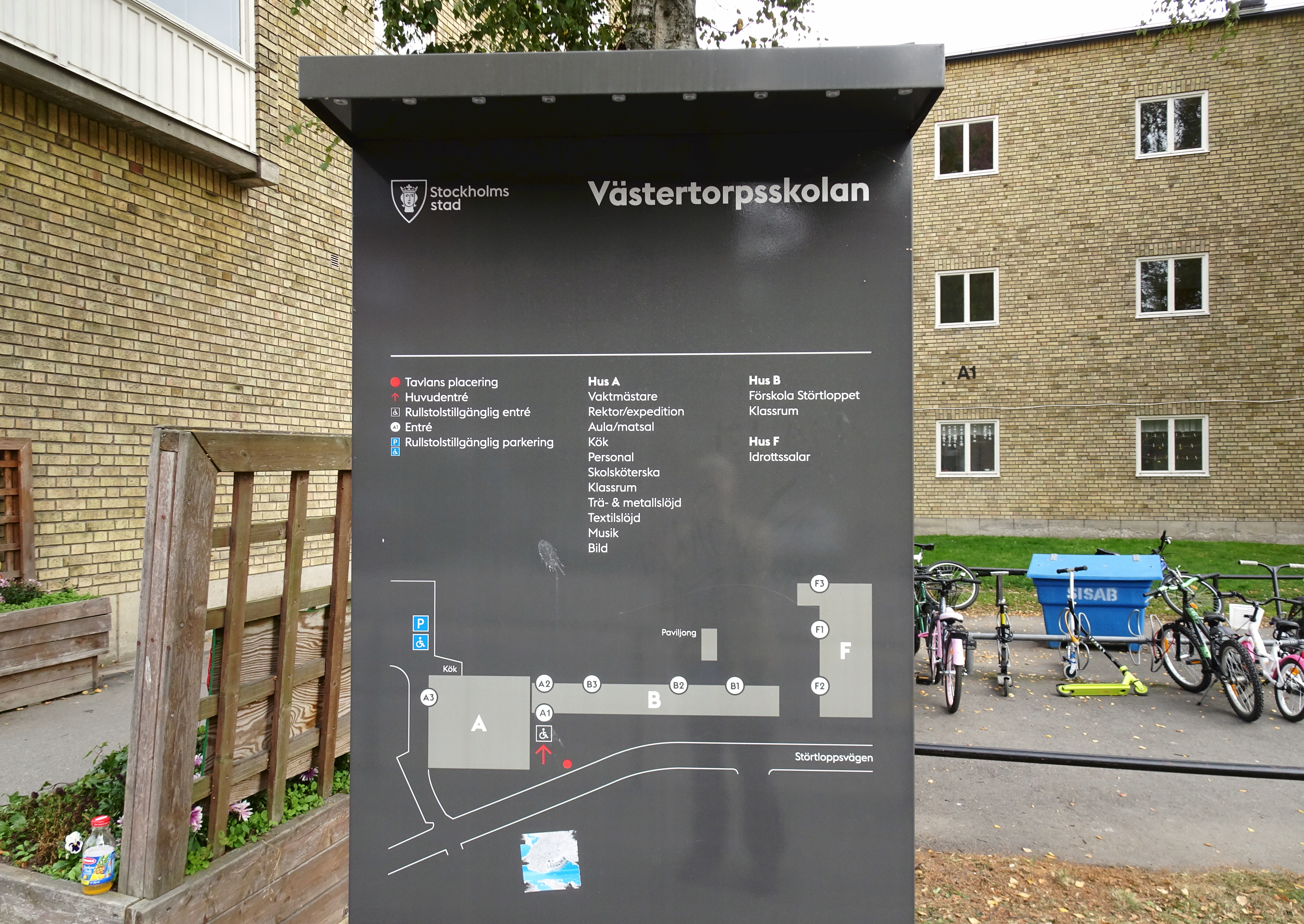
Orienteringstavla
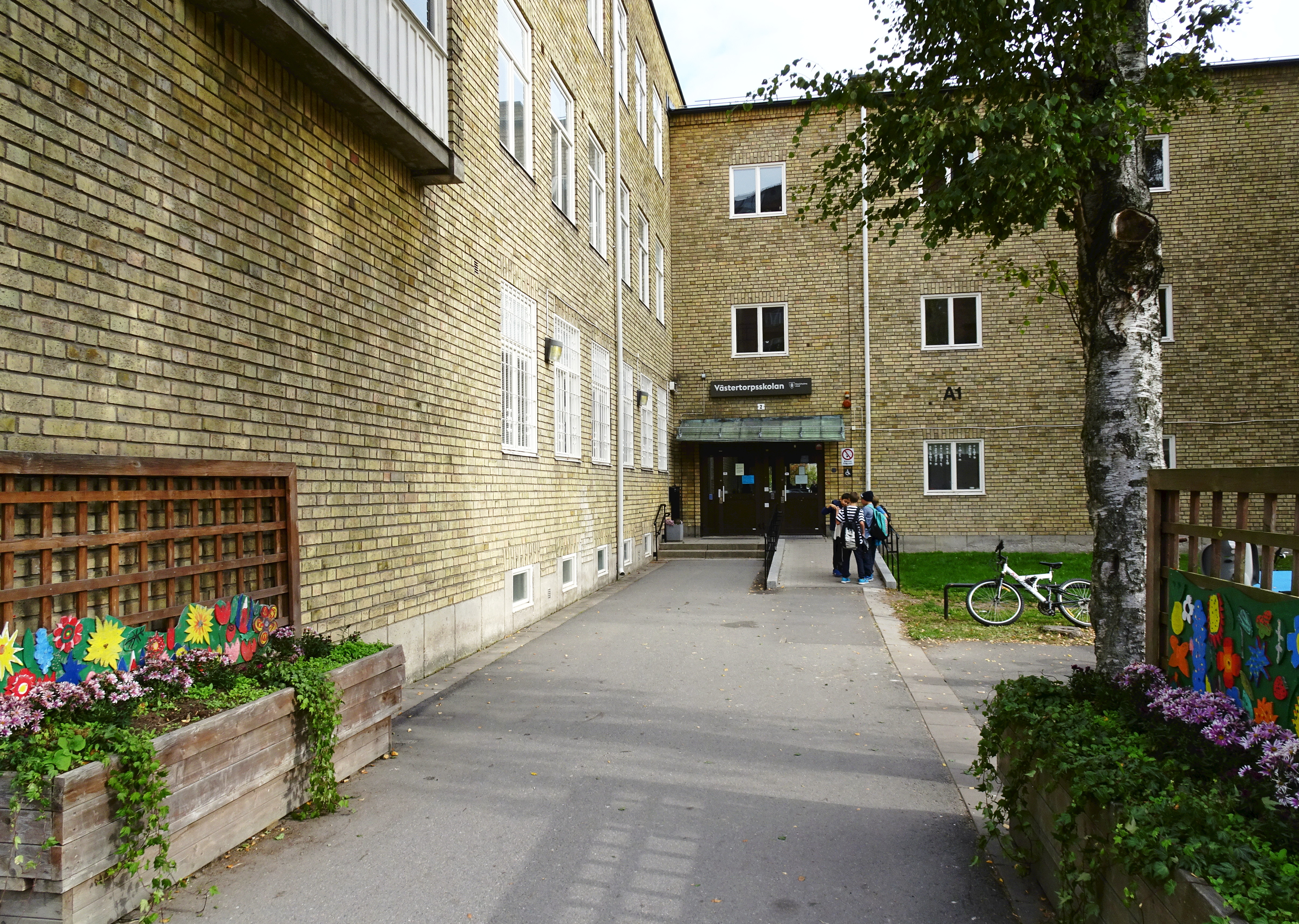
Entrén
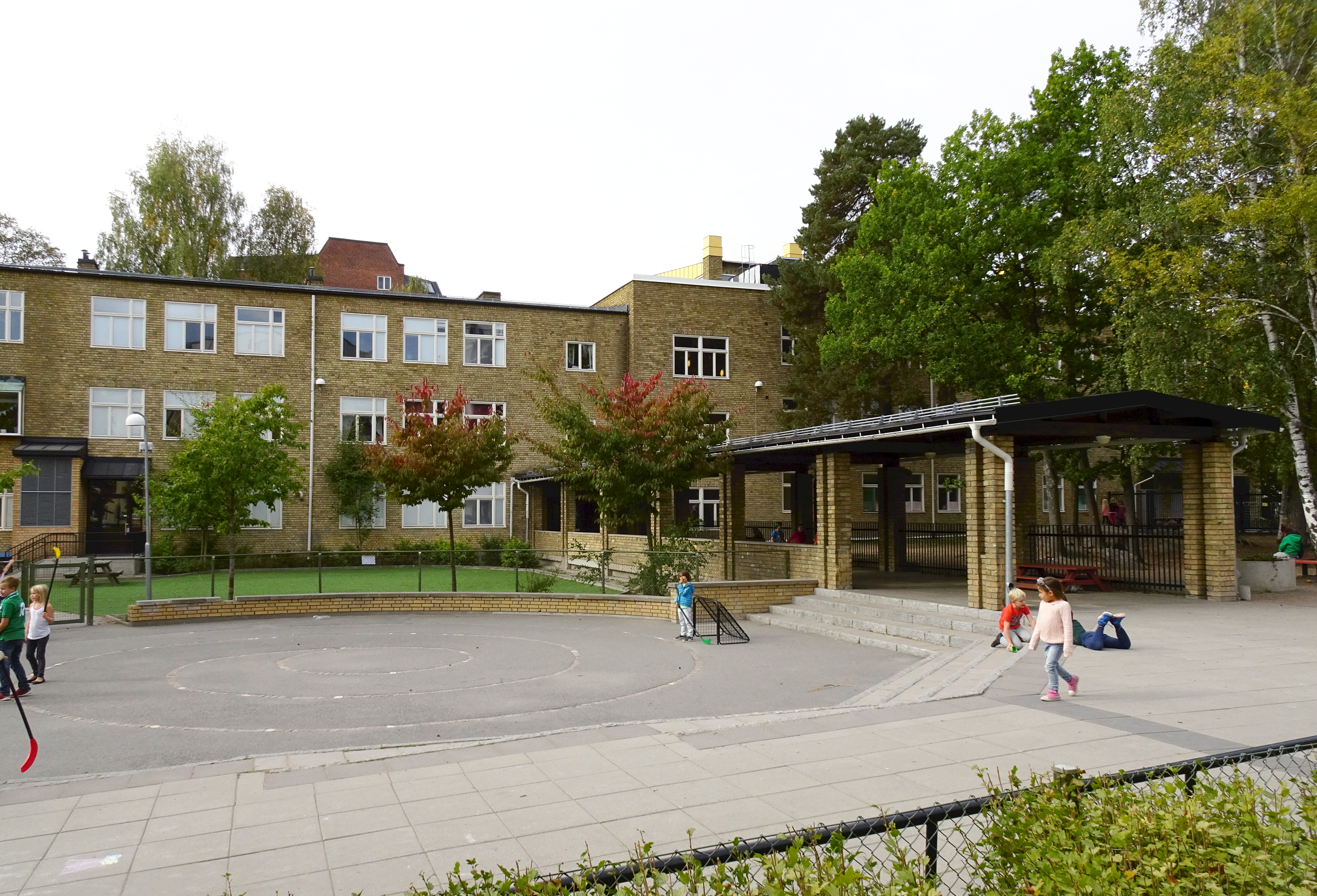
Skolgården
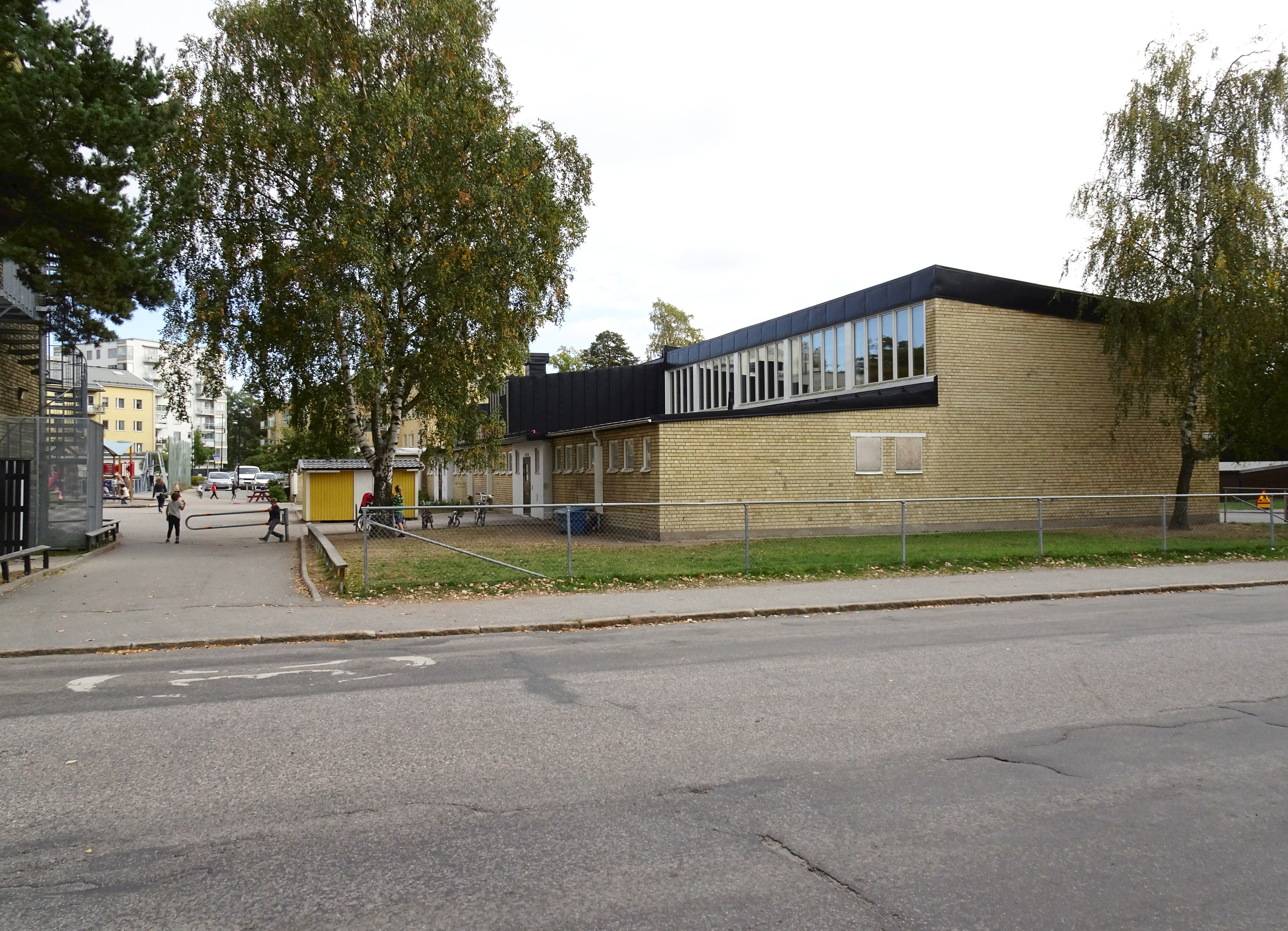
Gymnastikbyggnaden
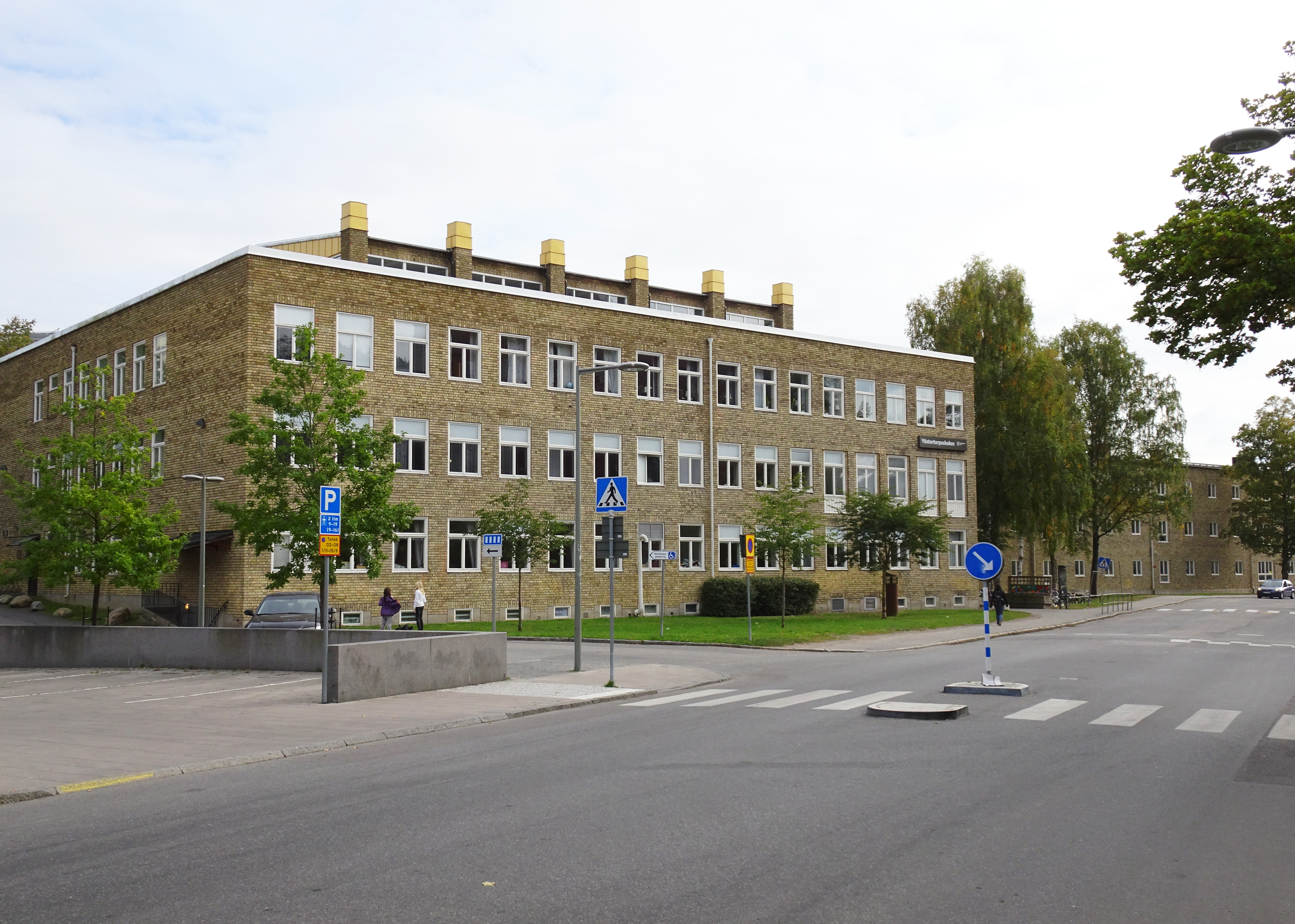
Hallbyggnaden